# لويس كاس
لويس كاس (بالإنجليزية: Lewis Cass)‏ (9 أكتوبر 1782 - 17 يونيو 1866) هو جندي وسياسي ورجل دولة أمريكي. مثل ميشيغان في مجلس الشيوخ الأمريكي وعمل في مجلس وزراء أندرو جاكسون وجيمس بوكانان. وكان أيضا المرشح الديمقراطي للرئاسة في عام 1848 والمتحدث الرئيسي عن مبدأ السيادة الشعبية، والذي رأى أن على أهل كل إقليم أن يقرروا بأنفسهم ما إذا كانوا سيسمحون بالرق.
ولد كاس في إيكستر في ولاية نيوهامبشير، ودخل أكاديمية فيليبس إكستر قبل أن يزاول المحاماة في زانيسفيل، أوهايو. تم تعيينه في مجلس نواب ولاية أوهايو، ثم تم تعيينه كمارشال أمريكي. انضم كاس أيضا إلى الحركة الماسونية وشارك لاحقا في تأسيس محفل ميشيغان الأكبر. حارب كاس في معركة التايمز في حرب 1812 وعين ليحكم إقليم ميشيغان في عام 1813. وتفاوض في المعاهدات مع القبائل الأمريكية الأصلية ليفتح الأرض للاستيطان الأمريكي وقاد حملة المسح في الجزء الشمالي الغربي من الإقليم.
استقال كاس من منصب الحاكم في عام 1831 وقبل تعيينه وزيرا للحرب تحت إمرة أندرو جاكسون. ساعد الوزير كاس في تنفيذ سياسة جاكسون المتعلقة بنقل الهنود. عمل بعدها سفيرا لدى فرنسا في الفترة من عام 1836 إلى 1842، وسعى لنيل ترشيح الرئاسة في المؤتمر الوطني الديمقراطي لعام 1844 دون نجاح؛ انتهى الجمود بين أنصار كاس وأنصار الرئيس السابق مارتن فان بيورين بترشيح جيمس بولك. وفي عام 1845، انتخبته الهيئة التشريعية في ميشيغان إلى مجلس الشيوخ، حيث بقي هناك حتى عام 1848. وقد أدى ترشيح كاس في المؤتمر الوطني الديمقراطي في انتخابات عام 1848 إلى انشقاق في الحزب، إذ أدت دعوة كاس للسيادة الشعبية إلى إقصاء الجناح المناهض للرق في الحزب. قاد فان بورين البطاقة الرئاسية عن حزب الأرض الحرة المعارض لتوسع الرق، وهو ما جذب العديد من الديمقراطيين المناهضين للرق، فساهم هذا في فوز مرشح حزب الويغ زاكاري تايلور.
عاد كاس إلى مجلس الشيوخ في عام 1849 واستمر في منصبه حتى عام 1857، عندما قبل تعيينه كوزير للخارجية. سعى دون نجاح لشراء أرض من المكسيك وتعاطف مع المغامرين العسكريين الأمريكيين في أمريكا اللاتينية. استقال كاس من مجلس الوزراء في ديسمبر 1860 احتجاجا على الطريقة التي تعامل بها بيوكانان مع تهديدات الولايات الجنوبية بالانفصال. توفي كاس في عام 1866، وتم تكريمه بطرق مختلفة، بما في ذلك تمثال له في قاعة التماثيل الوطنية.

## روابط خارجية
- لويس كاس على موقع الموسوعة البريطانية (الإنجليزية)
- لويس كاس على موقع إن إن دي بي (الإنجليزية)